# Luis Felipe Méliz
Luis Felipe Méliz Linares, né le 11 août 1979 à Santa Clara (Cuba), est un athlète espagnol d'origine cubaine, spécialiste du saut en longueur. Il est devenu espagnol le 28 décembre 2007.
Son meilleur saut est de 8,43 m, en juin 2000 à Iéna. Il a été 7e pour Cuba puis 7e pour l'Espagne aux Jeux olympiques. Il a remporté la médaille d'or aux Championnats du monde juniors 1998.
Il a le même entraîneur qu'Iván Pedroso. Il n'a plus concouru pour Cuba depuis 2004.

## Résultats
- Championnats du monde juniors d'athlétisme 1998 - médaille de bronze
- Championnats ibéro-américains d'athlétisme 1998 - 5e place
- Championnats du monde d'athlétisme 1999 - 18e place
- Athlétisme aux Jeux panaméricains de 1999 - médaille de bronze
- Athlétisme à l'Universiade d'été de 1999 - médaille d'argent
- Athlétisme aux Jeux olympiques d'été de 2000 - 7e place pour l'Espagne
- Championnats du monde d'athlétisme 2003 - 11e place
- Athlétisme aux Jeux panaméricains de 2003 - médaille d'argent
- Championnats du monde d'athlétisme en salle 2003 - 4e place
- Saut en longueur masculin aux Jeux olympiques d'été de 2008 - 7e place pour Cuba
- Championnats d'Europe d'athlétisme 2012 - médaille d'argent pour l'Espagne
- Championnats du monde d'athlétisme en salle 2012 - 8e place
- Championnats d'Europe d'athlétisme 2014 - 28e place
- Championnats ibéro-américains d'athlétisme 2014 - médaille de bronze